# Елвін Мартін
Елвін Мартін (англ. Alvin Martin, нар. 29 липня 1958, Ліверпуль) — англійський футболіст, захисник. По завершенні ігрової кар'єри — тренер.

## Клубна кар'єра
У дорослому футболі дебютував 1977 року виступами за команду клубу «Вест Хем Юнайтед», в якій провів дев'ятнадцять сезонів, взявши участь у 469 матчах чемпіонату.  Більшість часу, проведеного у складі «Вест Хем Юнайтед», був основним гравцем захисту команди.
Завершив професійну ігрову кар'єру у нижчоліговому клубі «Лейтон Орієнт», за команду якого виступав протягом 1996—1997 років.

## Виступи за збірну
1981 року дебютував в офіційних матчах у складі національної збірної Англії. Протягом кар'єри у національній команді, яка тривала 6 років, провів у формі головної команди країни 17 матчів.
У складі збірної був учасником чемпіонату світу 1986 року у Мексиці.

## Кар'єра тренера
Розпочав тренерську кар'єру відразу ж по завершенні кар'єри гравця, 1997 року, очоливши тренерський штаб клубу «Саутенд Юнайтед». Наразі досвід тренерської роботи обмежується цим клубом, з яким Мартін пропрацював до 1999.

## Досягнення
- Володар Кубка Англії (1):

«Вест Гем Юнайтед»: 1979-80